# Barrancoueu
Barrancoueu est une commune française située dans le sud-est du département des Hautes-Pyrénées, en région Occitanie. Sur le plan historique et culturel, la commune est dans le Pays d'Aure, constitué de la vallée de la Neste (en aval de Sarrancolin), de la vallée d'Aure (en amont de Sarrancolin) et de la vallée du Louron.
Exposée à un climat de montagne, elle est drainée par divers petits cours d'eau. La commune possède un patrimoine naturel remarquable composé de quatre zones naturelles d'intérêt écologique, faunistique et floristique.
Barrancoueu est une commune rurale qui compte 38 habitants en 2022, après avoir connu un pic de population de 129 habitants en 1856. Ses habitants sont appelés les Barrancouais ou  Barrancouaises.

## Géographie

### Localisation

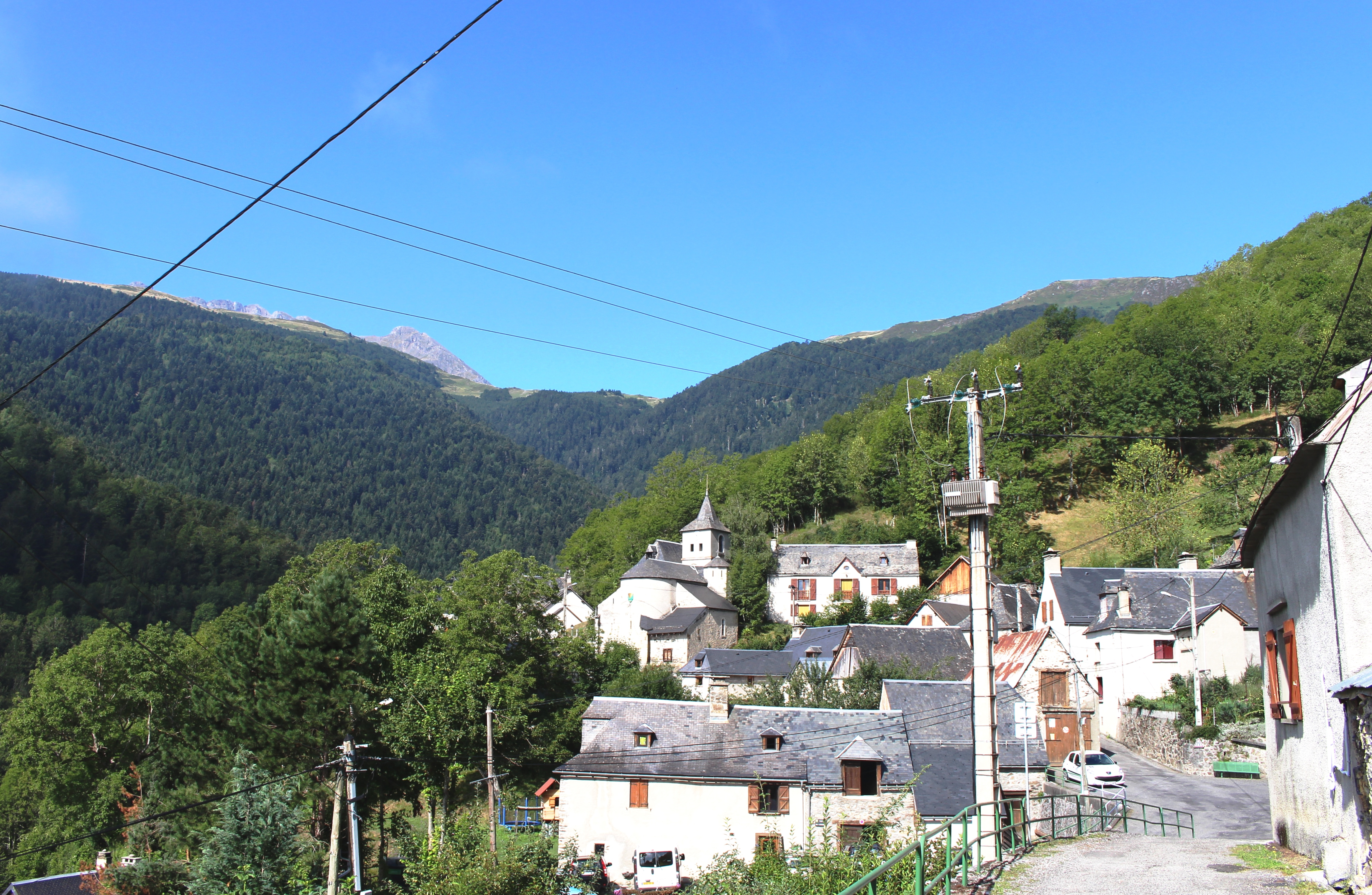
Vue en été.

La commune de Barrancoueu se trouve dans le département des Hautes-Pyrénées, en région Occitanie.
Sur le plan historique et culturel, Barrancoueu fait partie du pays de la vallée d'Aure ou pays d'Aure, constitué de la vallée de la Neste (en aval de Sarrancolin), de la vallée d'Aure (en amont de Sarrancolin) et de la vallée du Louron (confluente à Arreau).
Elle se situe à 42 km à vol d'oiseau de Tarbes, préfecture du département, à 23 km de Bagnères-de-Bigorre, sous-préfecture, et à 21 km de Capvern, bureau centralisateur du canton de Neste, Aure et Louron dont dépend la commune depuis 2015 pour les élections départementales.
La commune fait en outre partie du bassin de vie d'Arreau.
Les communes les plus proches sont : 
Arreau (2,0 km), Cadéac (2,5 km), Aspin-Aure (2,6 km), Pailhac (2,7 km), Lançon (3,7 km), Fréchet-Aure (3,8 km), Jézeau (3,9 km), Ancizan (4,0 km).
Barrancoueu est limitrophe de trois autres communes dont Ancizan à l'ouest par un simple quadripoint, au Cap de Sarrat Termé.
|                              |             | Arreau |
| Ancizan (par un quadripoint) | Barrancoueu |        |
|                              | Cadéac      |        |

### Hydrographie

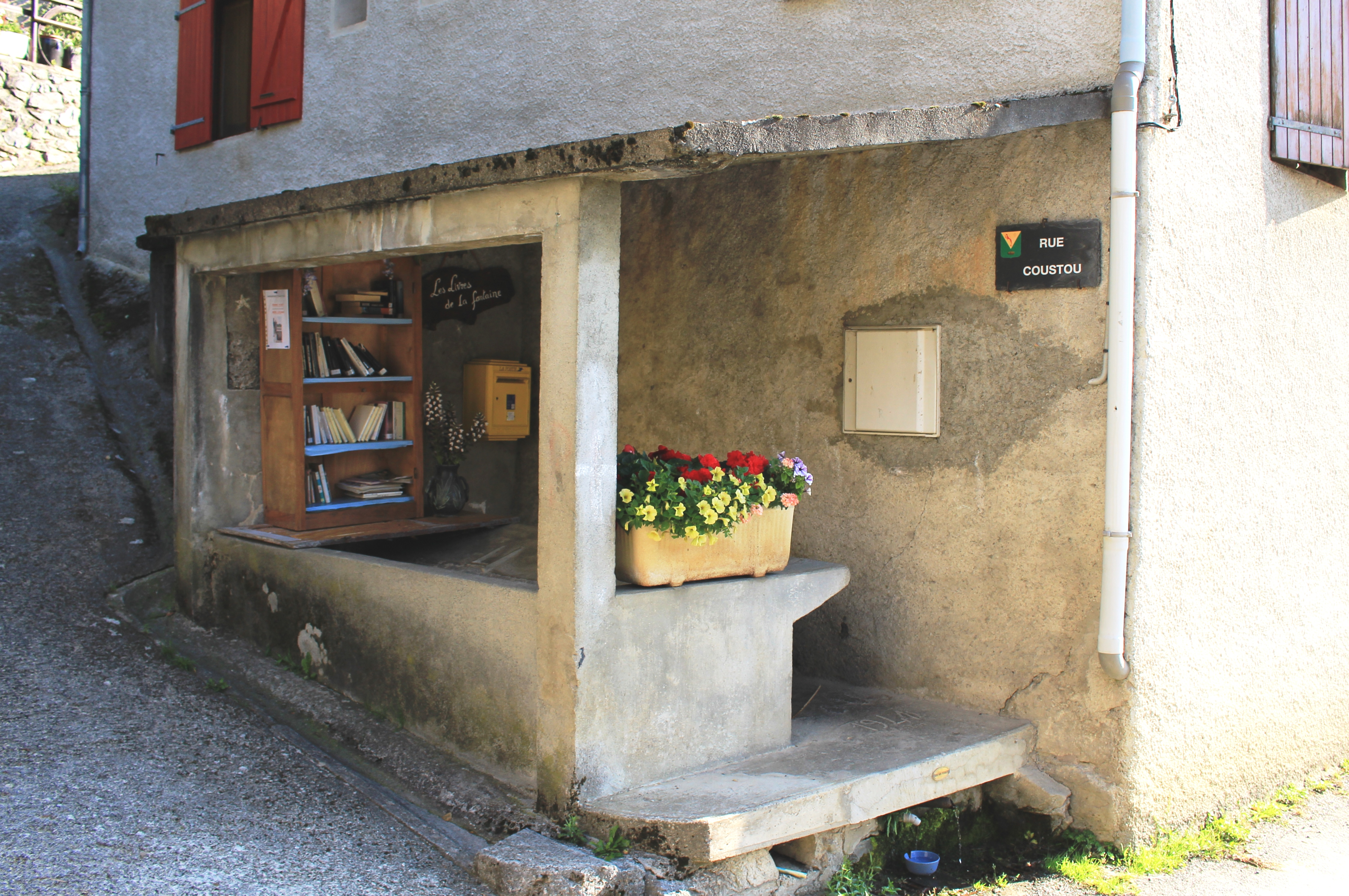
Le lavoir rue Coustou en 2021.

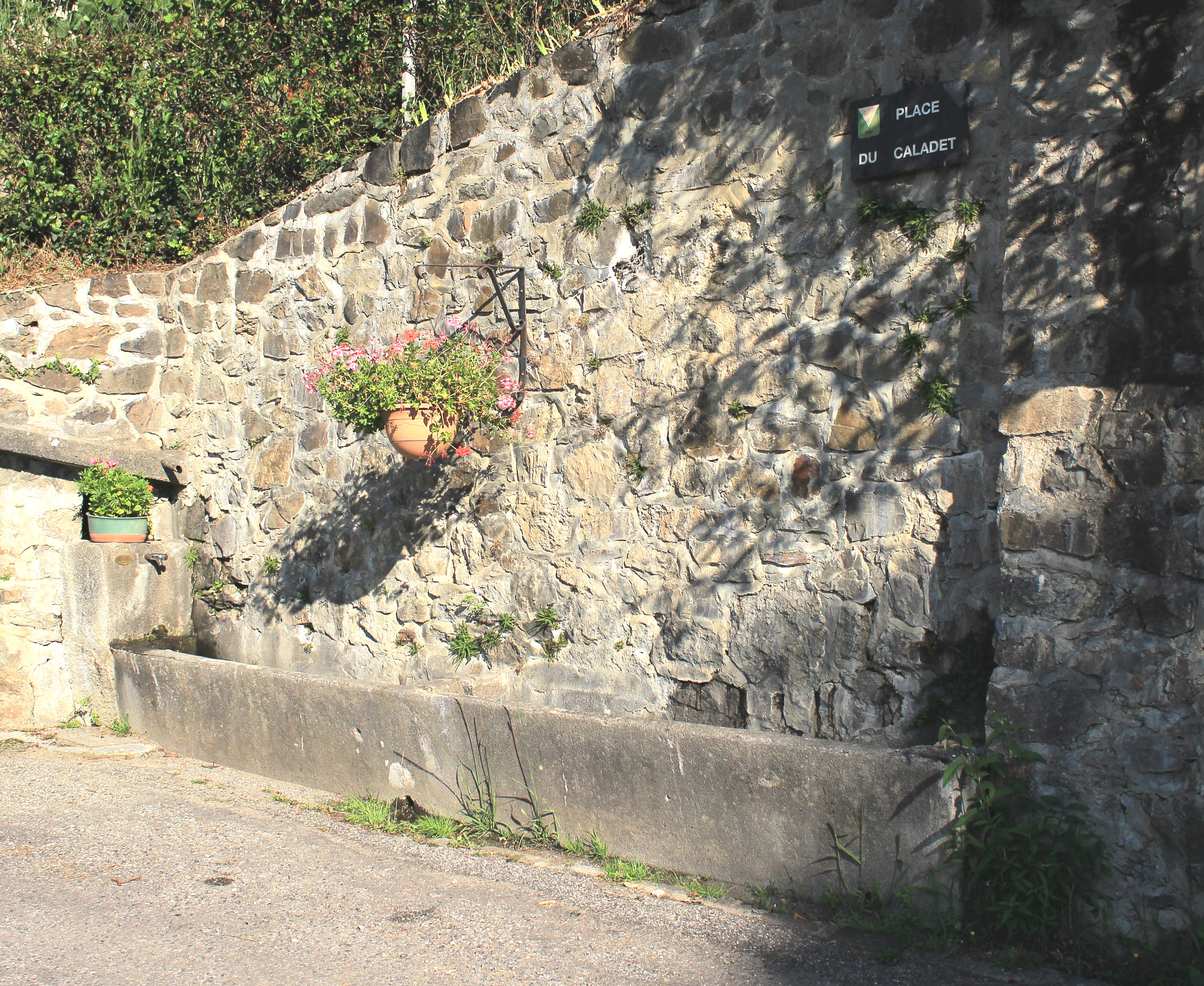
La fontaine.

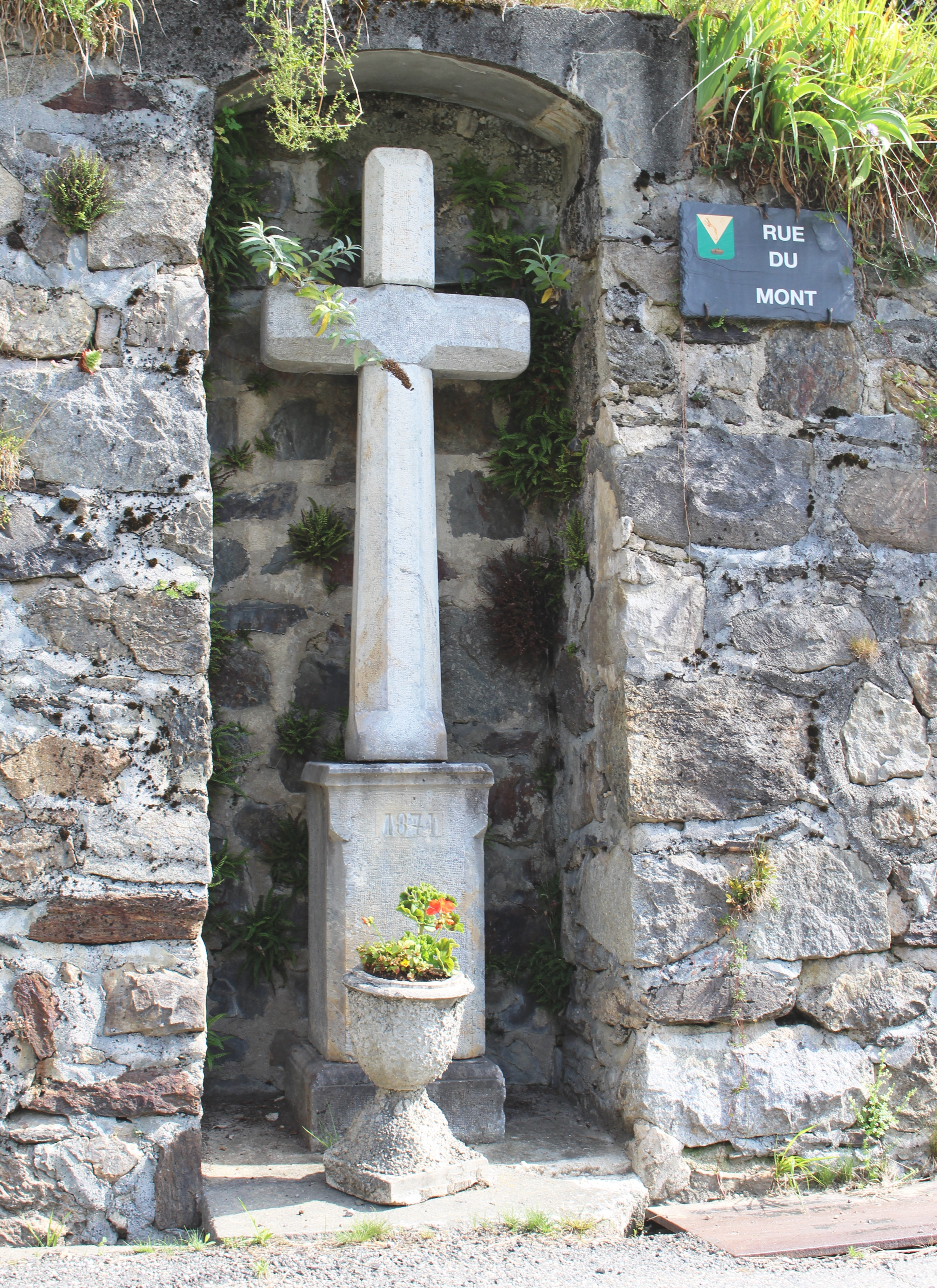
Une croix.

Le ruisseau de Lahourets qui rejoint le ruisseau de Barrancoueu (affluent gauche de la Neste) alimenté par différents ravins (de Hountètes, de Coutarat, de Lita d'Estros, de Héréchoude, de l'Echart, de Miquou) est le seul ruisseau de la commune,.

### Climat
Le climat qui caractérise la commune est qualifié, en 2010, de « climat de montagne », selon la typologie des climats de la France qui compte alors huit grands types de climats en métropole. En 2020, la commune ressort du même type de climat dans la classification établie par Météo-France, qui ne compte désormais, en première approche, que cinq grands types de climats en métropole. Pour ce type de climat, la température décroît rapidement en fonction de l'altitude. On observe une nébulosité minimale en hiver et maximale en été. Les vents et les précipitations varient notablement selon le lieu.
Les paramètres climatiques qui ont permis d’établir la typologie de 2010 comportent six variables pour les températures et huit pour les précipitations, dont les valeurs correspondent à la normale 1971-2000. Les sept principales variables caractérisant la commune sont présentées dans l'encadré ci-après.
| Paramètres climatiques communaux sur la période 1971-2000 - Moyenne annuelle de température : 10 °C - Nombre de jours avec une température inférieure à −5 °C : 6 j - Nombre de jours avec une température supérieure à 30 °C : 3,4 j - Amplitude thermique annuelle : 14,5 °C - Cumuls annuels de précipitation : 1 010 mm - Nombre de jours de précipitation en janvier : 10,1 j - Nombre de jours de précipitation en juillet : 8,2 j |

Avec le changement climatique, ces variables ont évolué. Une étude réalisée en 2014 par la Direction générale de l'Énergie et du Climat complétée par des études régionales prévoit en effet que la  température moyenne devrait croître et la pluviométrie moyenne baisser, avec toutefois de fortes variations régionales. Ces changements peuvent être constatés sur la station météorologique de Météo-France la plus proche, « Arreau Borderes », sur la commune d'Arreau, mise en service en 1943 et qui se trouve à 2 km à vol d'oiseau,, où la température moyenne annuelle est de 9,6 °C et la hauteur de précipitations de 894,8 mm pour la période 1981-2010.
Sur la station météorologique historique la plus proche, « Tarbes-Lourdes-Pyrénées », sur la commune d'Ossun, mise en service en 1946 et à 42 km, la température moyenne annuelle évolue de 12,2 °C pour la période 1971-2000, à 12,6 °C pour 1981-2010, puis à 12,9 °C pour 1991-2020.

### Milieux naturels et biodiversité
L’inventaire des zones naturelles d'intérêt écologique, faunistique et floristique (ZNIEFF) a pour objectif de réaliser une couverture des zones les plus intéressantes sur le plan écologique, essentiellement dans la perspective d’améliorer la connaissance du patrimoine naturel national et de fournir aux différents décideurs un outil d’aide à la prise en compte de l’environnement dans l’aménagement du territoire.
Deux ZNIEFF de type 1 sont recensées sur la commune :
la « montagne des Quatre Véziaux, Montarrouye et Gaoube » (3 754 ha), couvrant 8 communes du département et 
le « versant est de la vallée de la Neste d'Aure, de l'Arbizon au col d'Aspin » (3 665 ha), couvrant 8 communes du département
et deux ZNIEFF de type 2, : 
- le « bassin du Haut Adour » (27 303 ha), couvrant 18 communes du département[23] ;
- la « Haute vallée d'Aure » (43 605 ha), couvrant 38 communes du département[24].

## Urbanisme

### Typologie
Au 1er janvier 2024, Barrancoueu est catégorisée commune rurale à habitat très dispersé, selon la nouvelle grille communale de densité à sept niveaux définie par l'Insee en 2022.
Elle est située hors unité urbaine et hors attraction des villes,.

### Occupation des sols
L'occupation des sols de la commune, telle qu'elle ressort de la base de données européenne d’occupation biophysique des sols Corine Land Cover (CLC), est marquée par l'importance des forêts et milieux semi-naturels (100 % en 2018), une proportion identique à celle de 1990 (100 %). La répartition détaillée en 2018 est la suivante : 
forêts (76 %), milieux à végétation arbustive et/ou herbacée (24 %).
L'IGN met par ailleurs à disposition un outil en ligne permettant de comparer l’évolution dans le temps de l’occupation des sols de la commune (ou de territoires à des échelles différentes). Plusieurs époques sont accessibles sous forme de cartes ou photos aériennes : la carte de Cassini (XVIIIe siècle), la carte d'état-major (1820-1866) et la période actuelle (1950 à aujourd'hui).

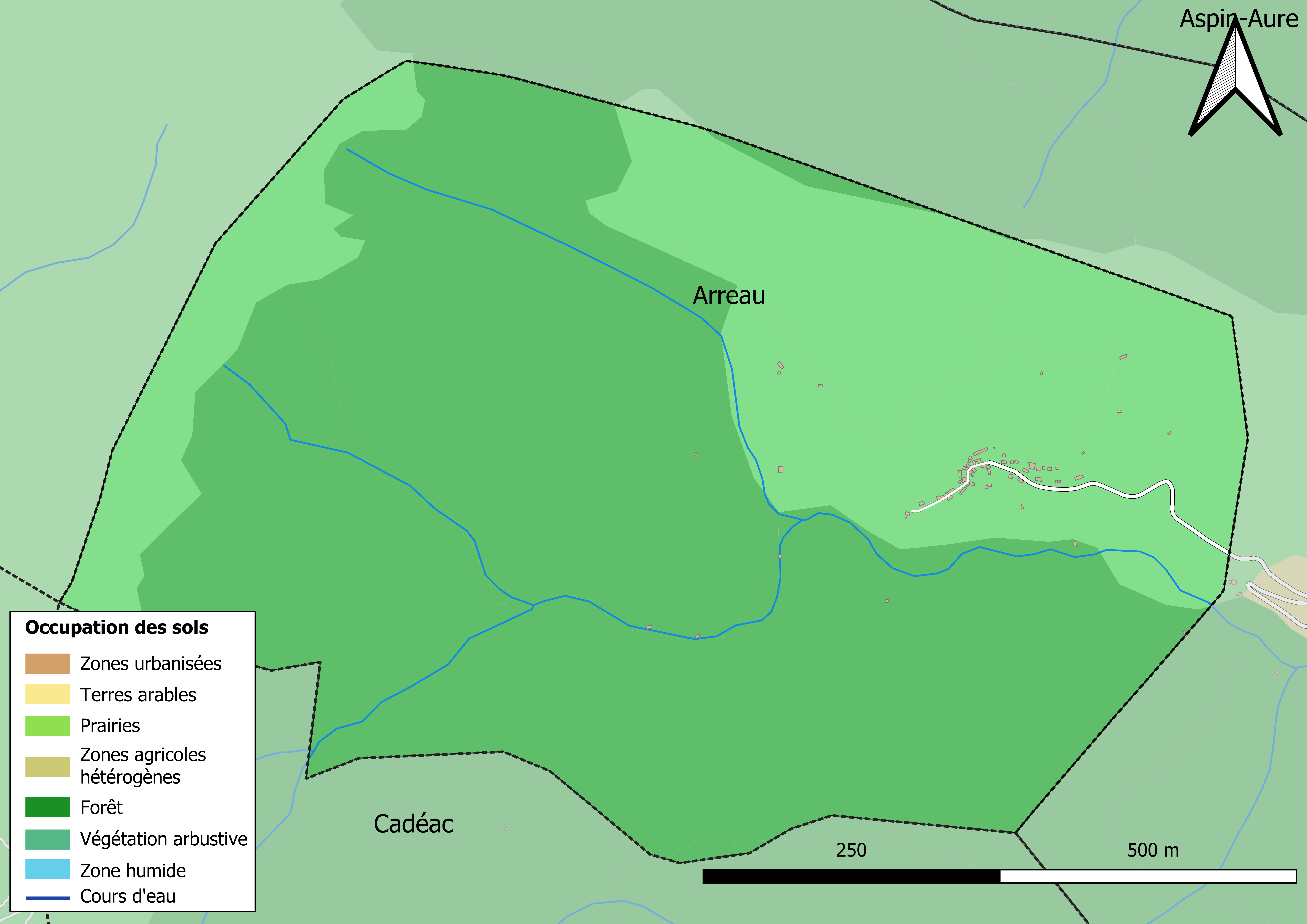
Carte des infrastructures et de l'occupation des sols en 2018 (CLC) de la commune.
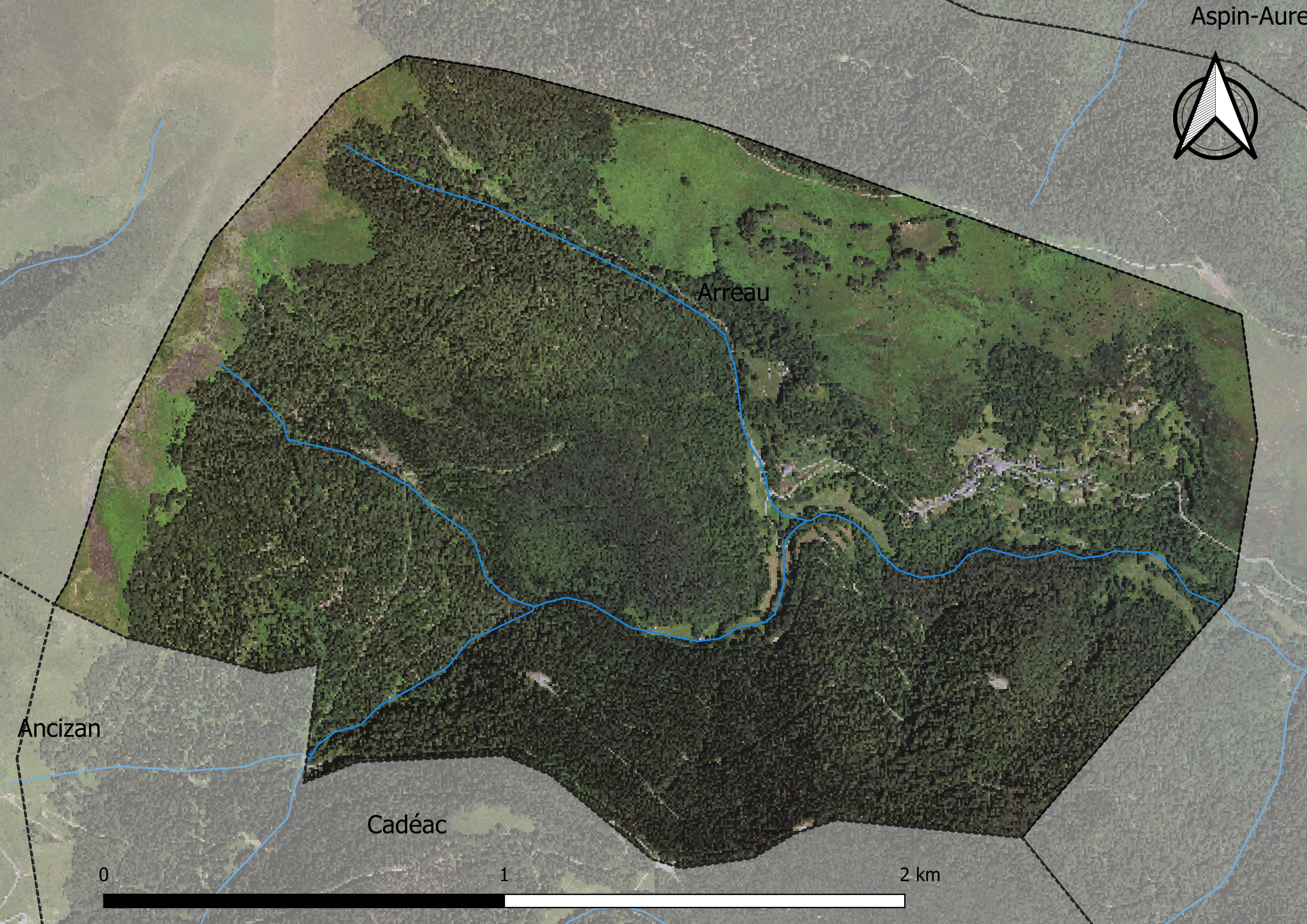
Carte orthophotogrammétrique de la commune.

### Logement

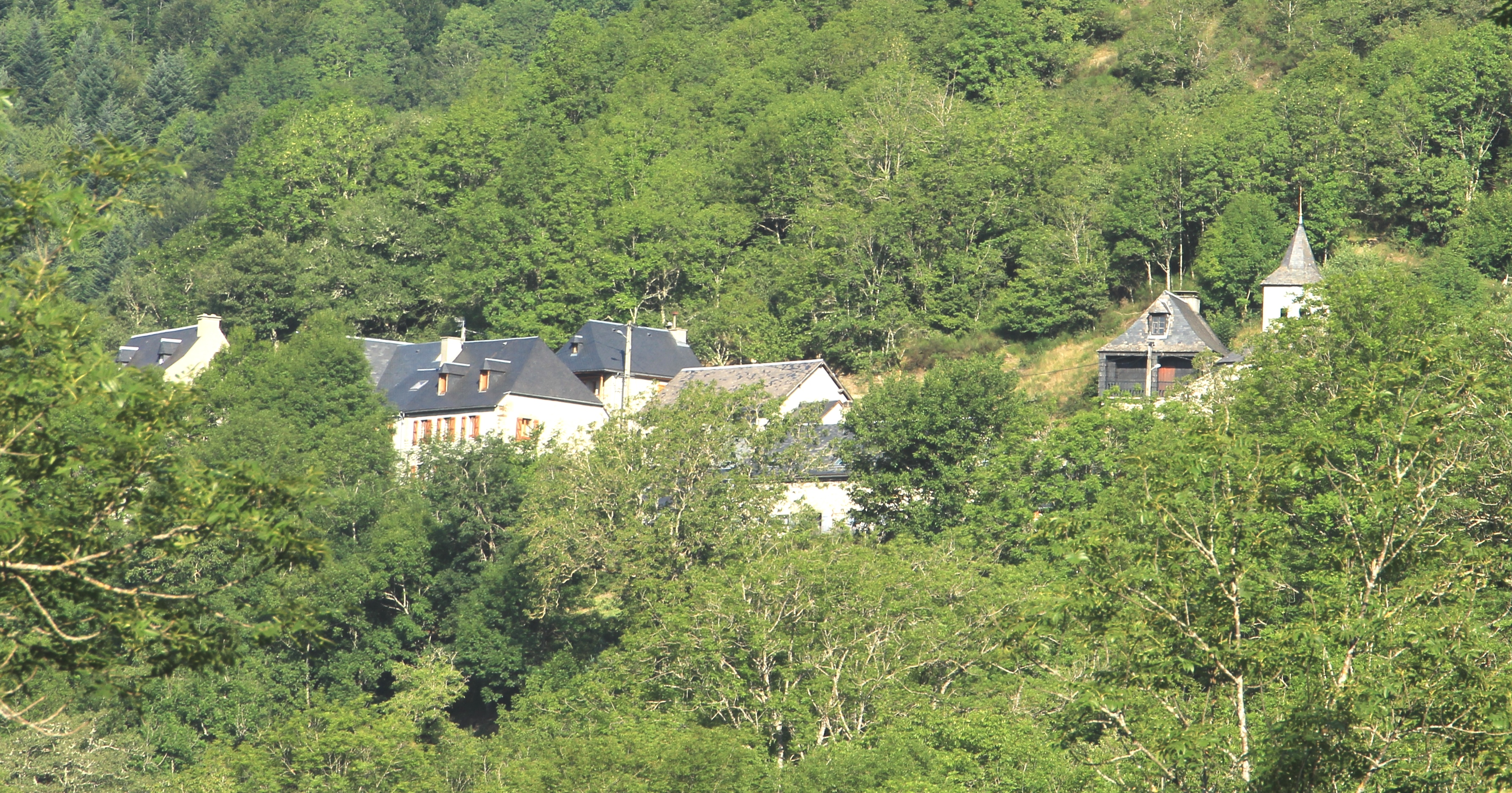
Vue générale du village.

En 2012, le nombre total de logements dans la commune est de 31.

Parmi ces logements, 48.4  % sont des résidences principales, 41.9  % des résidences secondaires et  9.7 % des logements vacants.

### Voies de communication et transports
Cette commune est desservie par la route départementale D 112.

### Risques majeurs
Le territoire de la commune de Barrancoueu est vulnérable à différents aléas naturels : météorologiques (tempête, orage, neige, grand froid, canicule ou sécheresse), inondations, feux de forêts, mouvements de terrains, avalanche  et séisme (sismicité moyenne). Un site publié par le BRGM permet d'évaluer simplement et rapidement les risques d'un bien localisé soit par son adresse soit par le numéro de sa parcelle.
Certaines parties du territoire communal sont susceptibles d’être affectées par le risque d’inondation par débordement de cours d'eau, notamment La cartographie des zones inondables en ex-Midi-Pyrénées réalisée dans le cadre du XIe Contrat de plan État-région, visant à informer les citoyens et les décideurs sur le risque d’inondation, est accessible sur le site de la DREAL Occitanie. La commune a été reconnue en état de catastrophe naturelle au titre des dommages causés par les inondations et coulées de boue survenues en 1982, 1999 et 2009,.
Barrancoueu est exposée au risque de feu de forêt. Un plan départemental de protection des forêts contre les incendies a été approuvé par arrêté préfectoral le 21 avril 2020 pour la période 2020-2029. Le précédent couvrait la période 2007-2017. L’emploi du feu est régi par deux types de réglementations. D’abord le code forestier et l’arrêté préfectoral du 27 octobre 2014, qui réglementent l’emploi du feu à moins de 200 m des espaces naturels combustibles sur l’ensemble du département. Ensuite celle établie dans le cadre de la lutte contre la pollution de l’air, qui interdit le brûlage des déchets verts des particuliers. L’écobuage est quant à lui réglementé dans le cadre de commissions locales d’écobuage (CLE).

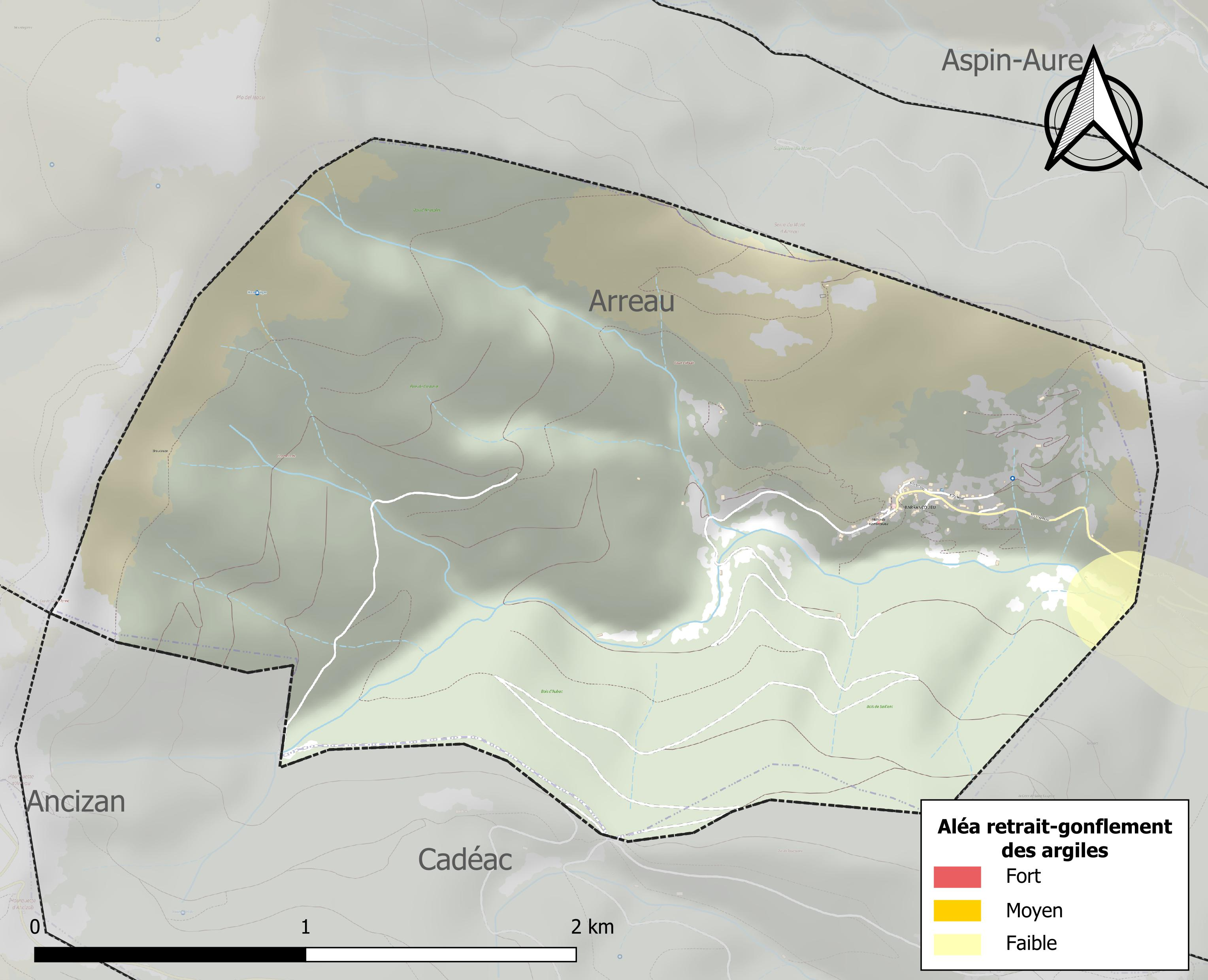
Carte des zones d'aléa retrait-gonflement des sols argileux de Barrancoueu.

Les mouvements de terrains susceptibles de se produire sur la commune sont des mouvements de sols liés à la présence d'argile et des tassements différentiels.
Le retrait-gonflement des sols argileux est susceptible d'engendrer des dommages importants aux bâtiments en cas d’alternance de périodes de sécheresse et de pluie. La totalité de la commune est en aléa faible (44,5 % au niveau départemental et 48,5 % au niveau national). Sur les 32 bâtiments dénombrés sur la commune en 2019, aucun n'est en aléa moyen ou fort, à comparer aux 75 % au niveau départemental et 54 % au niveau national. Une cartographie de l'exposition du territoire national au retrait gonflement des sols argileux est disponible sur le site du BRGM,.
Par ailleurs, afin de mieux appréhender le risque d’affaissement de terrain, l'inventaire national des cavités souterraines permet de localiser celles situées sur la commune.
Concernant les mouvements de terrains, la commune a été reconnue en état de catastrophe naturelle au titre des dommages causés par des mouvements de terrain en 1999.
La commune est exposée aux risques d'avalanche. Les habitants exposés à ce risque doivent se renseigner, en mairie, de l’existence d’un plan de prévention des risques avalanches (PPRA). Le cas échéant, identifier les mesures applicables à l'habitation, identifier, au sein de l'habitation, la pièce avec la façade la moins exposée à l’aléa pouvant faire office, au besoin, de zone de confinement et équiper cette pièce avec un kit de situation d’urgence,.

## Toponymie

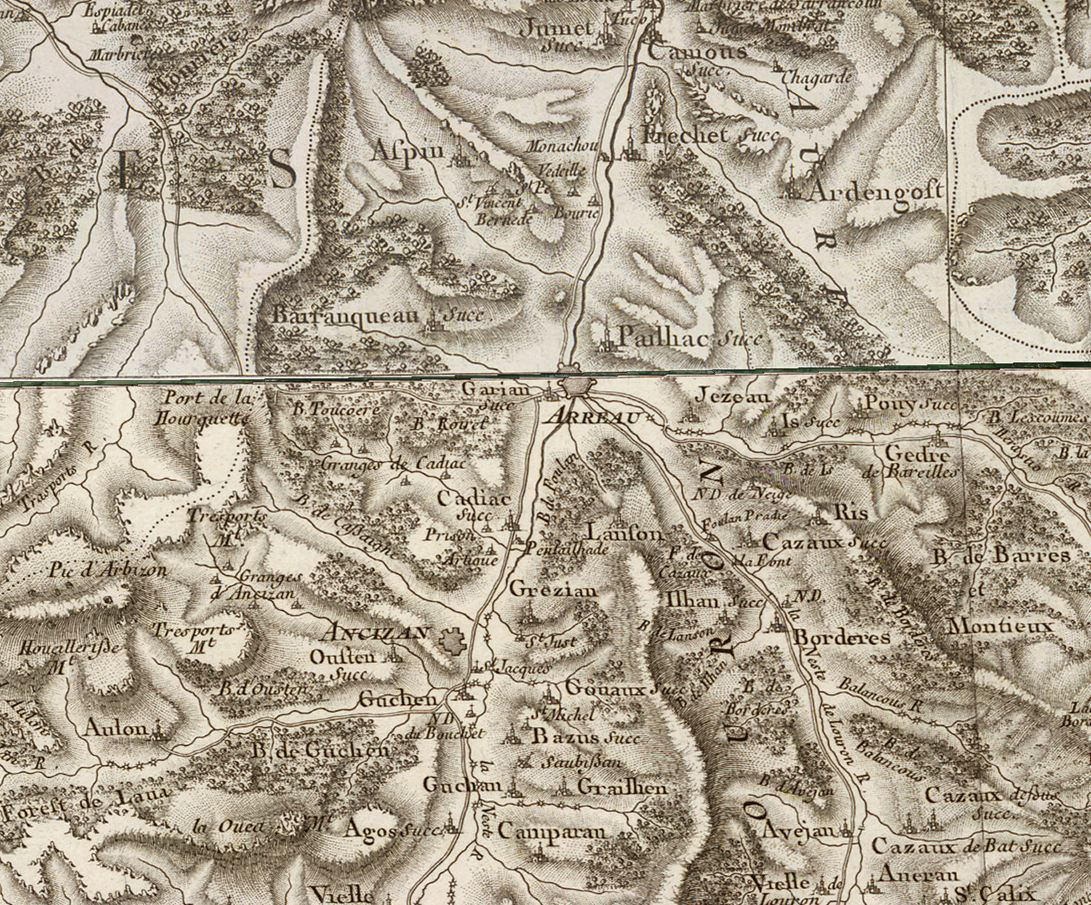
Extrait de la carte de Cassini (entre 1756 et 1789) situant Barrancoueu à l'ouest d'Arreau

On trouvera les principales informations dans le Dictionnaire toponymique des communes des Hautes-Pyrénées de Michel Grosclaude et Jean-François Le Nail qui rapporte les dénominations historiques du village :
Dénominations historiques :
- R. de Barrancue, Raimundus de Barrancuel, latin et gascon (1238-1239, actes Bonnefont) ;
- de Barrancuello, latin (1387, pouillé du Comminges) ;
- Barancoüau, (1767, Larcher, cartulaire du Comminges) ;
- Barranquau, (1790, Département 1) ;
- Baranqueau, (1790, Département 2) ;
- Barranqueou, (fin XVIIIe siècle, carte de Cassini).

Étymologie : mot pyrénéen barranco (= ravin, torrent), suffixe qualitatif.
Nom occitan : Barrancoèu.

## Histoire

### Cadastre napoléonien de Barrancoueu
Le plan cadastral napoléonien de Barrancoueu est consultable sur le site des archives départementales des Hautes-Pyrénées.

## Politique et administration

### Liste des maires

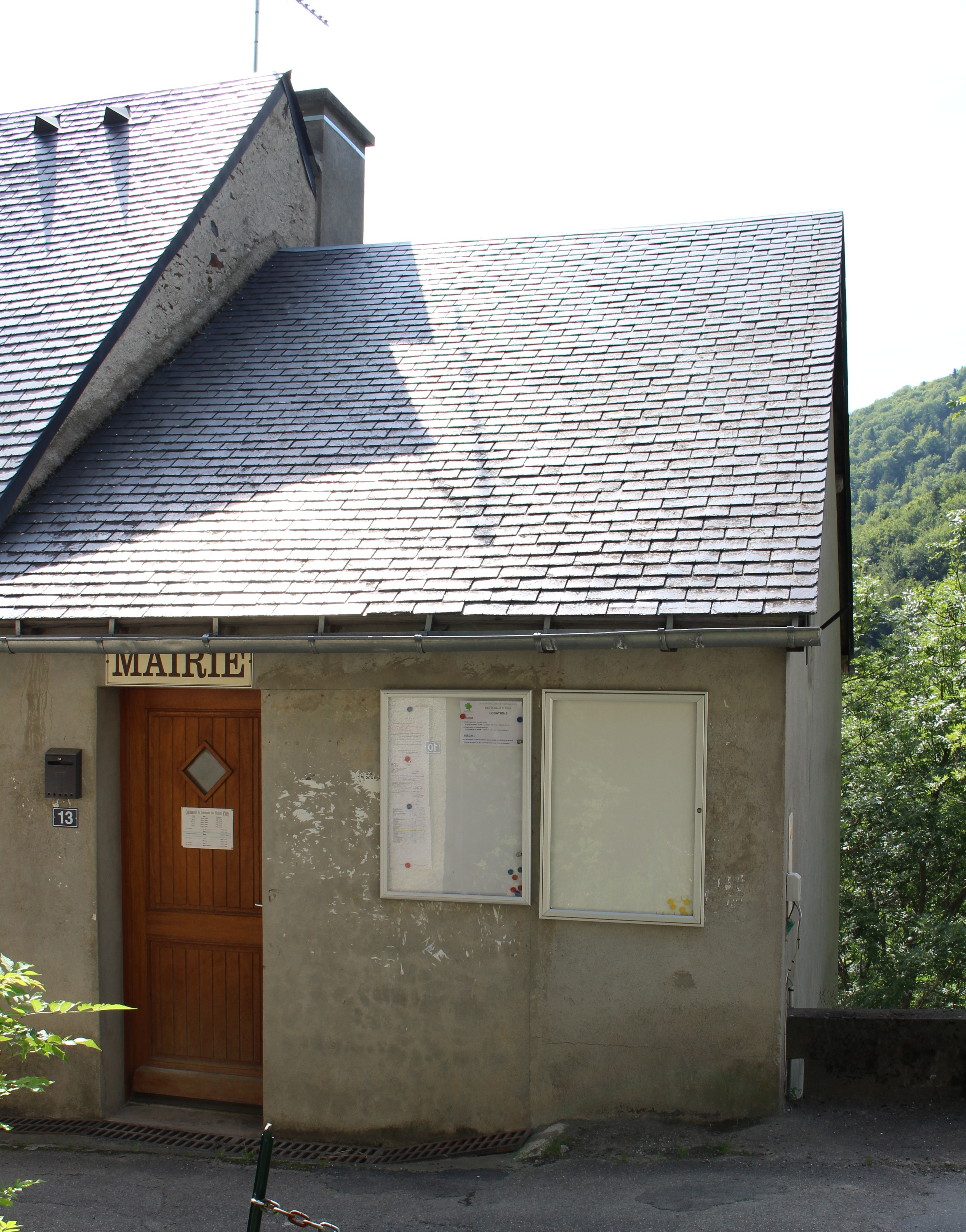
La mairie en 2014.

| Période                                  | Période     | Identité               | Étiquette | Qualité |
| ---------------------------------------- | ----------- | ---------------------- | --------- | ------- |
| Les données manquantes sont à compléter. |             |                        |           |         |
| 1945                                     | 1953        | Laurent Rivière        |           |         |
| 1953                                     | 1965        | Jean Louis Salle-Canne |           |         |
| 1965                                     | mars 1977   | Laurent Rivière        |           |         |
| mars 1977                                | mars 1983   | Jean Compagnet         |           |         |
| mars 1983                                | mars 1989   | Félix Salle-Cradit     |           |         |
| mars 1995                                | 9 mars 2008 | Marie-Louise Traves    |           |         |
| mars 2008                                | en cours    | Marcel Saint Pasteur   |           |         |

### Rattachements administratifs et électoraux

#### Historique administratif
Sénéchaussée d'Auch, pays des Quatre-Vallées, vallée d'Aure, canton de Sarrancolin (1790), d'Arreau (1801-2014).

#### Intercommunalité
Barrancoueu appartient à la communauté de communes Aure Louron créée au 1er janvier 2017 et qui réunit 47 communes.

## Population et société

### Démographie

#### Évolution démographique
| 1793 | 1800 | 1806 | 1821 | 1831 | 1836 | 1841 | 1846 | 1851 |
| ---- | ---- | ---- | ---- | ---- | ---- | ---- | ---- | ---- |
| 89   | 80   | 98   | 86   | 127  | 127  | 117  | 117  | 122  |

| 1856 | 1861 | 1866 | 1872 | 1876 | 1881 | 1886 | 1891 | 1896 |
| ---- | ---- | ---- | ---- | ---- | ---- | ---- | ---- | ---- |
| 129  | 123  | 118  | 113  | 109  | 107  | 104  | 98   | 87   |

| 1901 | 1906 | 1911 | 1921 | 1926 | 1931 | 1936 | 1946 | 1954 |
| ---- | ---- | ---- | ---- | ---- | ---- | ---- | ---- | ---- |
| 74   | 64   | 67   | 62   | 61   | 59   | 53   | 44   | 41   |

| 1962 | 1968 | 1975 | 1982 | 1990 | 1999 | 2006 | 2007 | 2012 |
| ---- | ---- | ---- | ---- | ---- | ---- | ---- | ---- | ---- |
| 42   | 28   | 25   | 21   | 30   | 36   | 32   | 31   | 33   |

| 2017 | 2022 | - | - | - | - | - | - | - |
| ---- | ---- | - | - | - | - | - | - | - |
| 33   | 38   | - | - | - | - | - | - | - |

### Enseignement
La commune dépend de l'académie de Toulouse. Elle ne dispose plus d'école en 2016.

## Économie

### Emploi
|                | 2008   | 2013   | 2018  |
| -------------- | ------ | ------ | ----- |
| Commune        | 16,7 % | 22,2 % | 0 %   |
| Département    | 7,7 %  | 9,4 %  | 9,8 % |
| France entière | 8,3 %  | 10 %   | 10 %  |

En 2018, la population âgée de 15 à 64 ans s'élève à 16 personnes, parmi lesquelles on compte 68,8 % d'actifs (68,8 % ayant un emploi et 0 % de chômeurs) et 31,3 % d'inactifs,. En  2018, le taux de chômage communal (au sens du recensement) des 15-64 ans est inférieur à celui de la France et du département, alors qu'en 2008 la situation était inverse.
La commune est hors attraction des villes,. Elle compte 1 emplois en 2018, contre 1 en 2013 et 6 en 2008. Le nombre d'actifs ayant un emploi résidant dans la commune est de 11, soit un indicateur de concentration d'emploi de 9,1 % et un taux d'activité parmi les 15 ans ou plus de 37,9 %.
Sur ces 11 actifs de 15 ans ou plus ayant un emploi, 1 travaillent dans la commune, soit 9 % des habitants. Pour se rendre au travail, 72,7 % des habitants utilisent un véhicule personnel ou de fonction à quatre roues, 9,1 % les transports en commun, 9,1 % s'y rendent en deux-roues, à vélo ou à pied et 9,1 % n'ont pas besoin de transport (travail au domicile).

## Culture locale et patrimoine

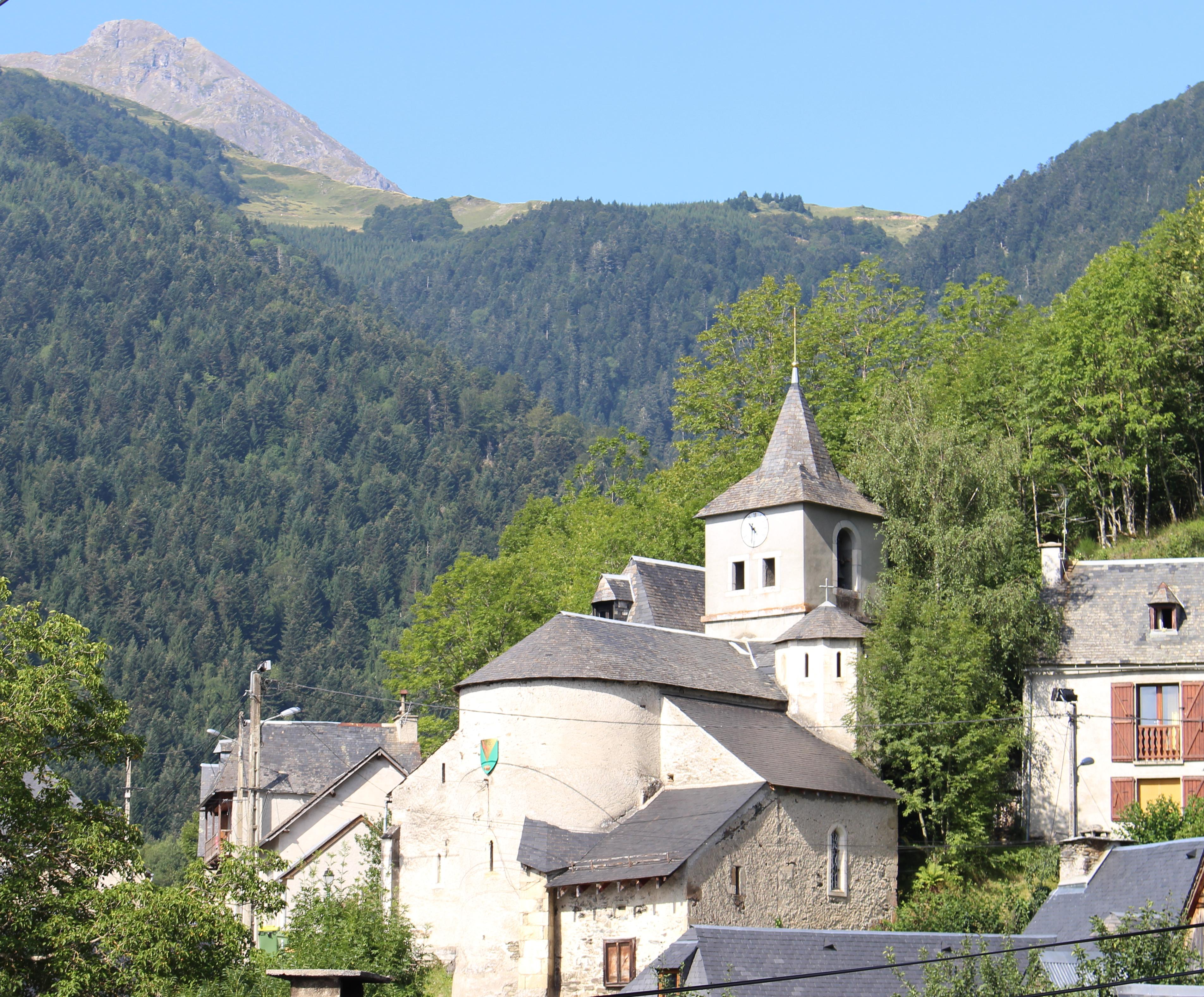
L'église Saint-Martin en 2015.

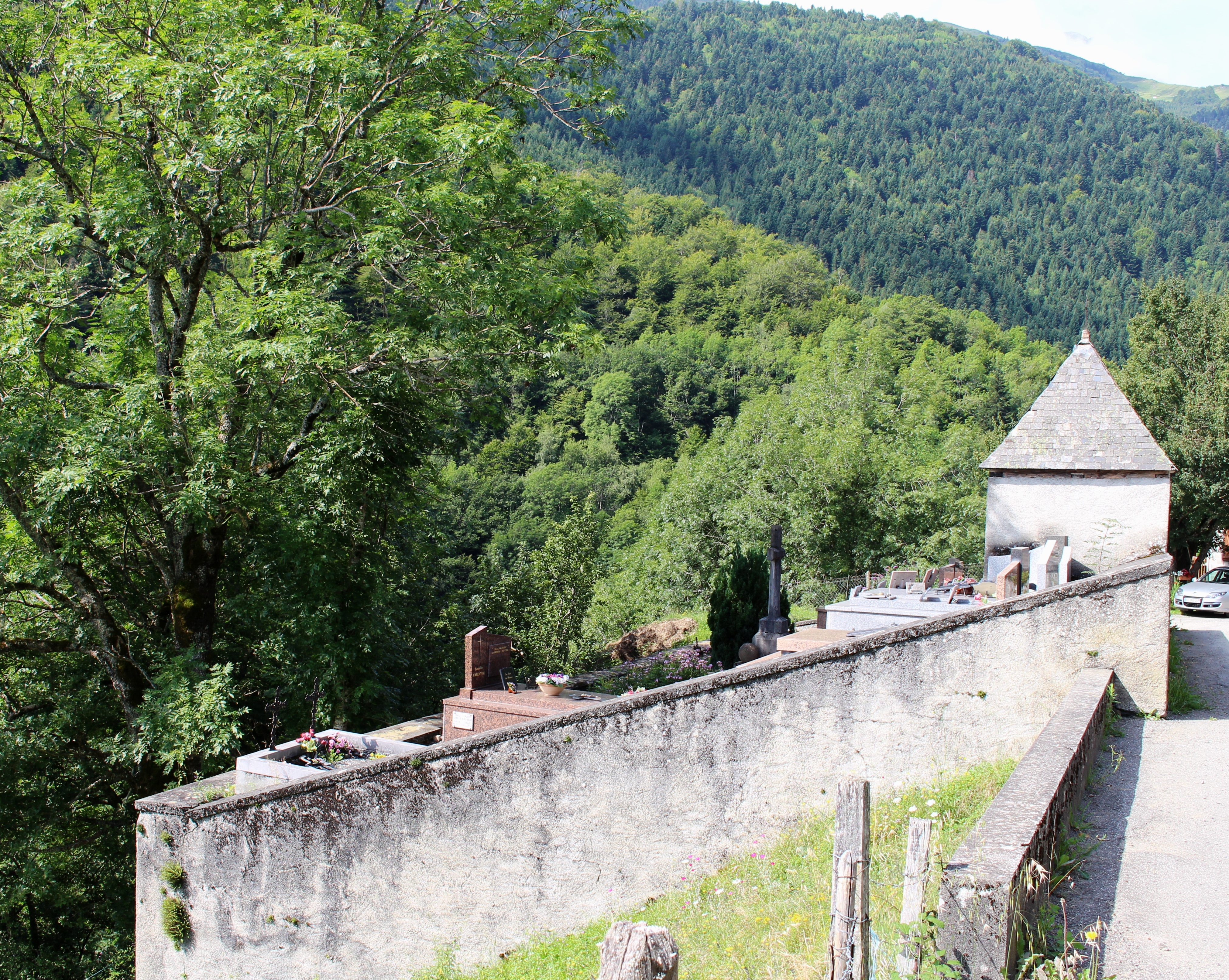
Le cimetière.

### Lieux et monuments
Une petite église est située plus ou moins au centre du village, l'église Saint-Martin de Barrancoueu.

## Voir aussi

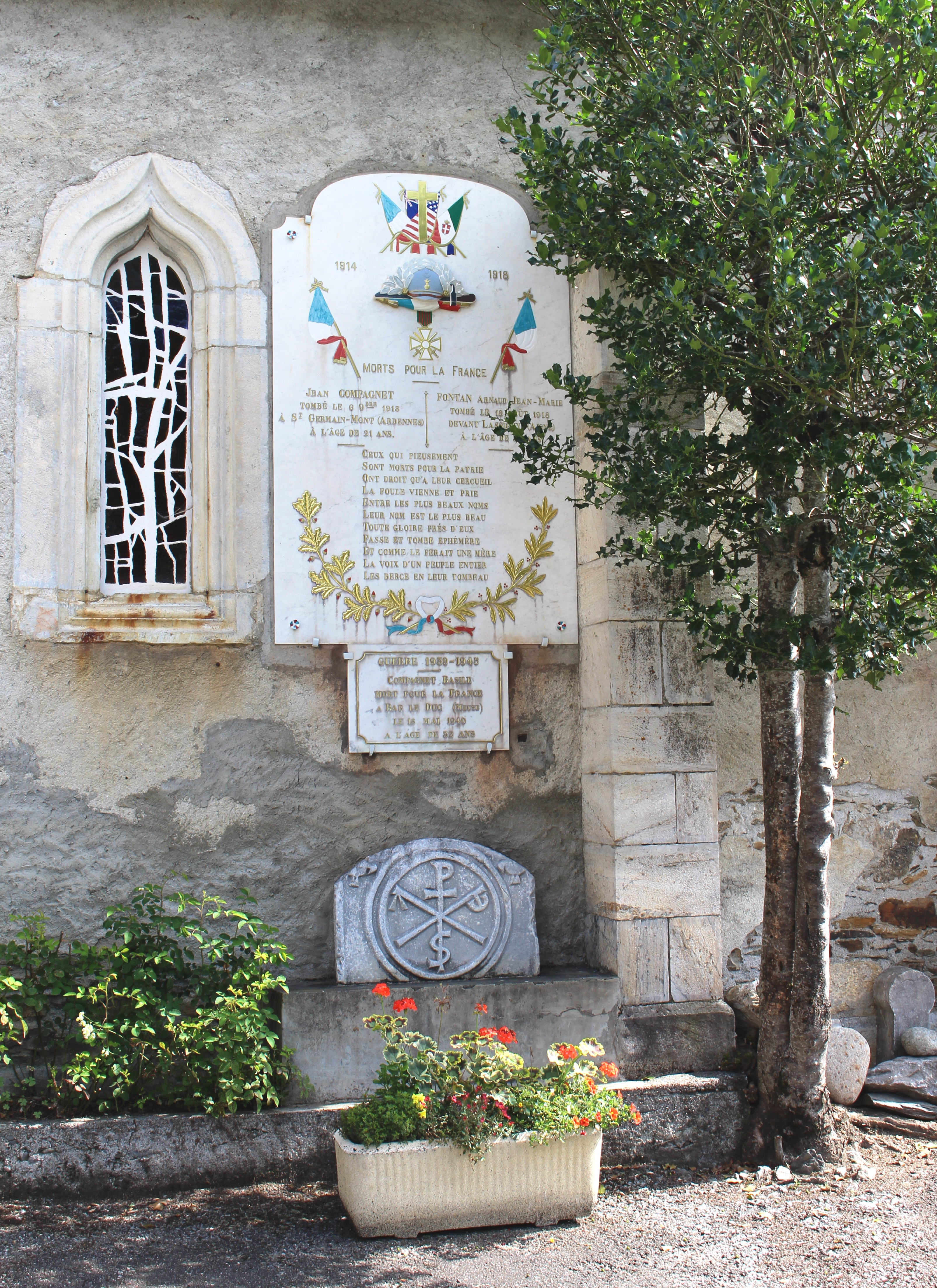
Le monument aux morts municipal.

### Héraldique
| Blason | Blasonnement : D'or au lévrier rampant de gueules colleté de sinople et senestré de 4 macles de sable posées 1,2,1 ; mantelé renversé de sinople chargé en pointe d'un panier au naturel. |